# Швейцария на «Евровидении-1961»
Швейцария приняла участие в Евровидении 1961, проходившем в Каннах, Франция. Её представила Франка ди Рьенцо с песней «Nous aurons demain», выступившая под номером 10. В этом году страна получила 16 очков, заняв третье место. Комментаторами конкурса от Швейцарии в этом году стали Теодор Халлер и Роберт Бивейс, а глашатаем — Борис Акуадро.

## Национальный отбор[3][4]
| Номер | Артист           | Песня                    | Место |
| ----- | ---------------- | ------------------------ | ----- |
| 1     | Carla Boni       | «Voglio baciarti ancora» | —     |
| 2     | Jo Roland        | «Nous deux»              | —     |
| 3     | Jo Roland        | «Stop»                   | —     |
| 4     | Анита Траверси   | «Finalmente»             | —     |
| 5     | Франка ди Рьенцо | «Fermé pour la vie»      | —     |
| 6     | Анита Траверси   | «L'ingresso nei sogni»   | —     |
| 7     | Ines Taddio      | «Eine kleine melodie»    | —     |
| 8     | Carla Boni       | «Addio parole d'amore»   | —     |
| 9     | Франка ди Рьенцо | «Nous aurons demain»     | 1-е   |

Финал национального отбора состоялся 6 февраля 1961 года в телестудии TSI TV в Лугано. Ведущими конкурса были Хайди Кабель и Дарио Бертони. Победу одержала Франка ди Рьенцо с песней «Nous aurons demain». В отборе также принимала участие Анита Траверси, представительница Швейцарии в прошлом году.

## Страны, отдавшие баллы Швейцарии
Каждая страна имела жюри в количестве 10 человек, каждый человек мог отдать очко понравившейся песне.
| Отдали Швейцарии… | Отдали Швейцарии…                               | Отдали Швейцарии… |
| 4 балла           | 2 балла                                         | 1 балл            |
| ----------------- | ----------------------------------------------- | ----------------- |
| Швеция            | Великобритания Монако Австрия Нидерланды Италия | Югославия Испания |

## Страны, получившие баллы от Швейцарии
| 7 баллов | Великобритания                |
| 1 балл   | Монако, Люксембург, Югославия |